# Simone Scheers
Simone Scheers, née à Diegem le 1er août 1943, est une numismate belge spécialiste des monnaies celtiques.

## Carrière académique et scientifique
Au cours de ses études en histoire ancienne et en archéologie à la KULeuven, Simone Scheers s’oriente vers la numismatique sous l’impulsion du Professeur Paul Naster, qui la met en contact avec le docteur Colbert de Beaulieu, éminent spécialiste de la numismatique de l’âge du fer. Elle rédige un mémoire de licence sur « Les monnaies de la Gaule inspirées de celles de la République romaine »;  celui-ci est d’une telle qualité qu’il impressionne déjà les spécialistes, et sera publié peu après, en 1969. Elle devient ensuite l’assistante du professeur Naster, et entame la rédaction de sa thèse de doctorat, pour laquelle elle se propose d’inventorier et d’étudier les monnaies de l’âge du fer en Gaule Belgique. En 1973, ce travail lui permet d’obtenir le titre de docteur en philosophie et lettres ; il sera publié en 1977 sous le titre Traité de numismatique celtique. II. La Gaule Belgique, bénéficiera d'une réception critique très favorable,, et fera immédiatement autorité en la matière.
À partir de 1978, Simone Scheers enseigne à la KULeuven; elle y est nommée professeur en 1984, succédant à Paul Naster à la chaire de numismatique. Son enseignement l’amène à s’intéresser à d’autres périodes de l’histoire numismatique (monnaies grecques, romaines, byzantines et modernes), même si son domaine de prédilection reste les monnayages de l’âge du fer. En 2004, elle accède à l’éméritat. 
Simone Scheers a également été une membre très active de la société royale de numismatique de Belgique, dont elle fut trésorière de 1982 à 1986 et secrétaire de 1986 à 1989. 

## Apport à la numismatique
Simone Scheers est la première à avoir étudié les monnaies de l’âge du fer de façon aussi complète et sur un territoire aussi étendu, ce qui a rendu possible l’étude de la circulation monétaire à cette époque, et l’attribution de types monétaires à des « tribus ». Grâce à son travail, les monnaies de Gaule Belgique ont pu être utilisées comme sources historiques.  Certaines de ses thèses en matière de chronologie ont parfois été remises en question, mais son travail reste une référence en la matière, et a influencé de nombreux scientifiques de renom, parmi lesquels Colin Haselgrove, Nico Roymans, et John Sills.